# Arycanda xanthogramma
Arycanda xanthogramma är en fjärilsart som beskrevs av Louis Beethoven Prout 1916. Arycanda xanthogramma ingår i släktet Arycanda och familjen mätare. Inga underarter finns listade i Catalogue of Life.